# Pénélope (Piccinni)
Pénélope è una tragédie lyrique in tre atti composta nel 1785 da Niccolò Piccinni su libretto di Jean-François Marmontel.
Fu rappresentata per la prima volta presso il Castello di Fontainebleau il 2 novembre 1785, senza incontrare il gusto della corte di Luigi XVI e Maria Antonietta, ma neppure i successivi spettacoli all'Opéra di Parigi, a partire dal 9 dicembre, riscossero maggiore successo. Dopo aver goduto di sole nove rappresentazioni nel suo primo passaggio in cartellone nel 1785/1786, l'opera fu ripresentata dal teatro parigino, con alcuni cambiamenti, il 16 ottobre del 1787, ma né essi né l'impegno della primadonna Mme Saint-Huberty valsero a salvarla e fu ritirata definitivamente dopo solo cinque spettacoli.

## Personaggi e interpreti
| Personaggio                            | Tipologia vocale              | Interpreti della prima                  |
| -------------------------------------- | ----------------------------- | --------------------------------------- |
| Pénélope (Penelope)                    | soprano                       | Antoinette Saint-Huberty                |
| Théone                                 | soprano                       | Marie-Thérèse Davoux, "Mlle Maillard"   |
| Télémaque (Telemaco)                   | tenore                        | Étienne Lainez                          |
| Ulisse                                 | basse taille (basso-cantante) | Henri Larrivée                          |
| Laèrte                                 | baritono                      | Louis-Claude-Armand Chardin, "Chardiny" |
| Eumée (Eumeo)                          | haute-contre                  | Jean-Joseph Rousseau                    |
| Nésus                                  | basso-cantante                | Moreau                                  |
| Minerve (la dea Minerva)               | soprano                       | Mlle Châteauvieux                       |
| Una corifea                            | soprano                       | Mlle Buret                              |
| Coro: otto seguaci di Penelope, popolo |                               |                                         |